# Nicolae Bălcescu (Vâlcea)
Nicolae Bălcescu è un comune della Romania di 3 685 abitanti, ubicato nel distretto di Vâlcea, nella regione storica della Muntenia. 
Il comune è formato dall'unione di 18 villaggi: Bunești, Corbi, Dosul Râului, Galtofani, Ginerica, Linia Hanului, Mangureni, Mazararu, Nicolae Bălcescu, Pleșoiu, Popești, Predești, Rotărăști, Schitu, Șerbăneasa, Tufani, Valea Balceasca, Valea Vici.